# Kananga (Leyte)
Kananga ist eine philippinische Stadtgemeinde in der Provinz Leyte. Sie hat 56.575 Einwohner (Zensus 1. August 2015).

## Baranggays
Kananga ist politisch in 23 Baranggays unterteilt.
| - Aguiting - Cacao - Kawayan - Hiluctogan - Libertad - Libongao - Lim-ao - Lonoy - Mahawan - Masarayao - Monte Alegre - Monte Bello | - Naghalin - Natubgan - Poblacion - Rizal - San Ignacio - San Isidro - Santo Domingo - Santo Niño - Tagaytay - Tongonan - Tugbong |